# Green Bay Packers 1954
La stagione 1954 dei Green Bay Packers è stata la 34ª della franchigia nella National Football League. La squadra, allenata da Lisle Blackbourn, ebbe un record di 4-8, terminando quinta nella Western Conference. 

## Roster
| Roster dei Green Bay Packers nel 1954 |
| --- |
| Quarterback - Bobby Garrett - Tobin Rote Running Back - Al Carmichael - Fred Cone - Howie Ferguson - Joe Johnson - Don Miller - Floyd Reid - Veryl Switzer Wide Receiver - Billy Howton - Gary Knafelc - Bob Mann - Max McGee Tight End {{{te}}} Offensive Linemen - William Afflis - Al Barry - Buddy Brown - Art Hunter - Jim Ringo - Steve Ruzich - Dave Stephenson - Len Szafaryn Defensive Linemen - Carlton Elliott - Dave Hanner - Jerry Helluin - John Martinkovic - Lou Mihajlovich Linebacker - Bill Forester - Deral Teteak - Clayton Tonnemaker - Roger Zatkoff Defensive Back - Bobby Dillon - Jim Psaltis - Clarence Self - Val Joe Walker - Gene White Special Team {{{st}}} |
| Legenda - I rookie sono in corsivo. - Il primo ruolo è il principale mentre gli eventuali successivi indicano i ruoli secondari. - (IR) sta per Injured Reserve ed indica la lista ristretta per un solo giocatore infortunato che può tornare ad allenarsi dopo la settimana 6 e a rientrare in prima squadra dopo che questa ha giocato 8 partite. - (NF-Inj.) / (NF-Ill.) stanno rispettivamente per Non-Football Injured e Non-Football Illness ed indicano le liste dove viene inserito un giocatore che ha un infortunio o una malattia non dipendente dal football americano. - (PUP) sta per Physically Unable to Perform ed indica la lista dove viene inserito un giocatore mentre è in attesa di recuperare la condizione fisica. Nella stagione regolare dopo la sesta partita giocata dalla propria squadra, il giocatore ha tempo tre settimane per riprendere ad allenarsi, più tre settimane aggiuntive dal suo rientro agli allenamenti per rientrare in prima squadra. |

## Calendario
| Stagione regolare |              |                        |           |        |                               |          |
| Turno             | Data         | Avversario             | Risultato | Record | Stadio                        | Pubblico |
| 1                 | 26 settembre | Pittsburgh Steelers    | S 21–20   | 0–1    | City Stadium                  | 20,675   |
| 2                 | 3 ottobre    | Chicago Bears          | S 10–3    | 0–2    | City Stadium                  | 24,414   |
| 3                 | 10 ottobre   | San Francisco 49ers    | S 23–17   | 0–3    | Milwaukee County Stadium      | 15,571   |
| 4                 | 17 ottobre   | Los Angeles Rams       | V 35–17   | 1–3    | Milwaukee County Stadium      | 17,455   |
| 5                 | 24 ottobre   | at Baltimore Colts     | V 7–6     | 2–3    | Memorial Stadium              | 28,680   |
| 6                 | 30 ottobre   | at Philadelphia Eagles | V 37–14   | 3–3    | Connie Mack Stadium           | 25,378   |
| 7                 | 7 novembre   | at Chicago Bears       | S 28–23   | 3–4    | Wrigley Field                 | 47,038   |
| 8                 | 13 novembre  | Baltimore Colts        | V 24–13   | 4–4    | Milwaukee County Stadium      | 19,786   |
| 9                 | 21 novembre  | Detroit Lions          | S 21–17   | 4–5    | City Stadium                  | 20,767   |
| 10                | 25 novembre  | at Detroit Lions       | S 28–24   | 4–6    | Briggs Stadium                | 55,532   |
| 11                | 5 dicembre   | at San Francisco 49ers | S 35–0    | 4–7    | Kezar Stadium                 | 32,012   |
| 12                | 12 dicembre  | at Los Angeles Rams    | S 35–27   | 4–8    | Los Angeles Memorial Coliseum | 38,839   |

## Classifiche
| NFL Western Conference |   |   |   |      |       |     |     |     |
|                        | V | S | P | %    | DIV   | PF  | PS  | STR |
| Detroit Lions          | 9 | 2 | 1 | .818 | 8–2   | 337 | 189 | V1  |
| Chicago Bears          | 8 | 4 | 0 | .667 | 7–3   | 301 | 279 | V4  |
| San Francisco 49ers    | 7 | 4 | 1 | .636 | 5–4–1 | 313 | 251 | V2  |
| Los Angeles Rams       | 6 | 5 | 1 | .545 | 4–5–1 | 314 | 285 | V1  |
| Green Bay Packers      | 4 | 8 | 0 | .333 | 3–7   | 234 | 251 | S4  |
| Baltimore Colts        | 3 | 9 | 0 | .250 | 2–8   | 131 | 279 | S1  |

Nota:  i pareggi non venivano conteggiati ai fini della classifica fino al 1972.